# Peter Leo Gerety
Peter Leo Gerety (født 19. juli 1912 i Shelton, Connecticut, død 20. september 2016) var den ældstlevende amerikanske romerskkatolske biskop, indtil sin død i en alder af 104 år. Han var ærkebiskop i Newark, New Jersey fra 1974 til 1986.